# Watashi no suki na hito
Watashi no suki na hito (jap. わたしのすきなひと) – antologia grupy Clamp. Jest to kolekcja krótkich, niepowiązanych ze sobą rozdziałów opowiadających o bezimiennych kobietach, które borykają się z różnymi trudnościami związanymi z byciem zakochanym. Dzieło jest postrzegane jako najbardziej autobiograficzna praca grupy Clamp.
Watashi no suki na hito nie była rysowana, jak większość tytułów Clamp, przez Mokonę Apapę, lecz przez Tsubaki Nekoi (podobnie jak Wish, Legal Drug i Suki. Dakara suki).
Pierwotnie manga ta została wydana przez wydawnictwo Kadokawa Shoten.

## Zarys fabuły

### Coś innego
Chciałam spróbować czegoś odrobinę innego, by stać się odrobinę inną.
Dziewczyna po kłótni ze swoich chłopakiem prosi go, by spotkał się z nią w parku. Ona chciała go przeprosić, ale nie wiedziała jak to wyrazić, postanowiła więc ubrać się w kimono. Kiedy przybywa na miejsce spotkania odkrywa, że on także przebrał się, ponieważ też borykał się z tym samym problemem co ona i wpadł na ten sam pomysł.

### Słodka
Myślę, że 'słodka' to takie niejednoznaczne określenie.
Dziewczyna rozmyśla o słowie "słodki" (ang. 'cute'). Nie jest w stanie dosłownie sobie wyobrazić tego słowa, więc nie rozumie czemu czuje się taka szczęśliwa, gdy słyszy od ukochanego, że jest słodka.

### Brakuje mi ciebie
Kiedy nie jestem z tobą, ciągle rozmyślam czy coś ci się nie stało.
Dziewczyna ma wątpliwości, czy może zostać ze swoim chłopakiem, który ma bardzo napięty szkolny plan zajęć. Ostatecznie on postanawia urywać się z pracy, aby ją odwiedzać, więc ona stwierdza, że taki układ może zdać egzamin.

### Młodszy facet
To nie jest tak, że kocham cię z powodu twojego wieku.
Pewna kobieta, pracująca w piekarni, wspomina swój nieudany związek z młodym mężczyzną z przeszłości. Ostatecznie młody pracownik piekarni zaprasza ją na randkę, a ona ma nadzieję, że sprawy dobrze się potoczą.

### Niespodziewanie
Miłość zawsze przychodzi niespodziewanie.
Dziewczyna, pracująca w firmie jako projektantka, rozmyśla o swoich wcześniejszych relacjach z mężczyznami oraz o swoim współpracowniku, z którym się nie potrafi dogadać. Kiedy praca nad projektem idzie w złym kierunku, a współpracownik podsuwa swoje pomysły, zaczyna zdawać sobie sprawę, że zakochała się w nim.

### Wspólnie
Chciałam po prostu mieć coś wspólnego, co mnie łączy z tym chłopakiem. 
Dziewczyna wspomina swojego ukochanego z dzieciństwa, który pokazał jej jak się gra na harmonijce.

### Piękna
Dzisiaj chcę zobaczyć moją najpiękniejszą!
Dziewczyna wpada w panikę, gdyż nie może się zdecydować w co się ubrać na spotkanie ze swoim chłopakiem. Kiedy spóźnia się zdaje sobie sprawę, że jej chłopak zawsze mówi, że wygląda pięknie, nieważne co ma na sobie.

### Niepewność
Kocham go, ale może on nic do mnie nie czuje.
Dziewczyna na sen, w którym jej chłopak ją rzuca i obawia się, że to zapowiedź tego, co się stanie.

### Odwaga
Odnalazłam w sobie odwagę, ponieważ dzisiaj jest specjalny dzień.
Podczas Walentynek dziewczyna zbiera w sobie odwagę i wyznaje ukochanemu swoją miłość.

### Normalka
Jak te wszystkie pary pokonują próg pomiędzy 'miłością' a małżeństwem?
Młoda kobieta ma wątpliwości o poślubieniu swojego narzeczonego. Ostatecznie uświadamia sobie, że przecież nic się między nimi nie zmieni, jeśli się pobiorą.

### Oddzielnie
Kiedy jesteśmy tak daleko od siebie, nie możemy sobie nawet uścisnąć rąk.
Młoda kobieta rozmyśla, czy może zaufać swojemu chłopakowi, który przebywa daleko od niej. Ostatecznie odkrywa, że pomimo tego jest jej bardzo oddany.

### Ślub
Czuję się, jakbym zamieniała się w kogoś zupełnie innego.
Młoda kobieta tuż przed ślubem denerwuje się o swoją przyszłość. Obawia się, że się może zmienić, ale jej narzeczony poprawia ją, że przecież razem się będą zmieniać.